# ICHIGEKI
ICHIGEKI（いちげき）は、大阪・京都・奈良のメンバーを中心とした日本のブレイクダンスチームである。

## 略歴
1999年にICHIGEKIメンバーのコースケ(Koseke)が後輩を集めて、コンテストに出る際に名付けた名前が基。その後、B-MAXと平安ロッカーズが同じイベントに出演する際に使用される名前がICHIGEKIとなっていた。
2000年にB-MAXと平安ロッカーズは解散したが、その後自然とメンバーがICHIGEKIに集まり活動することとなった。時代に流されず独自のスタイルを追求するチームカラーが評価され、2002年にアメリカのブレイクダンスイベント「Freestyle Session」で日本人初のベスト4入り。同年/2005年にブレイクダンス世界選手権「Battle of the Year」の日本代表となる。2005年の同選手権ワールドファイナルでは歴代最高得点を記録、世界最高のショーケースを行ったチームに贈られる「BEST SHOW」獲得・総合で2位。この様子を撮影したドキュメンタリー映画「Planet b-boy」が世界中で放映される。2006年にメンバー全員がダンスを離れたが、2017年にチームが再始動。2022年のBattle of the Year JAPANのオープニングアクト、審査、Battle of the Year worldファイナルの解説に携わる。以降も各メンバーが審査、解説、オリンピック強化選手サポート、ダンスプロリーグの映像制作など様々な形でシーンと関わり続けている。
2019年10月13日にICHIGEKI 20th ANNIVERSARYとしてKESSENという名前のCREWバトルを開催。
2024年10月13日にICHIGEKI 20th ANNIVERSARY KESSEN vol.6を開催予定。

## メンバー
- ノンマン(Non-man)
  - 株式会社Next Produceを経営。
  - 2024年のオリンピック正式種目になったブレイキンの選手のサポートを行う。
- コースケ(Kosuke)
  - 2003年より大阪府高槻市で鉄ぱん焼・燻製料理の店「らぷらぷ」を経営。
- カツ(KATSU)
  - 2005年よりバンド・1.G.Kを始め、2011年「音楽」 を架け橋とする総合アートイベント『 Belief』主催。
  - 一般社団法人changesが運営する「瀬田学舎ツムグ」で児童にダンスを教えている。
- シン(SIN)
  - リーダー。
  - 2020年より東京に転居。ITセキュリティサービス「secuas(セキュアズ)」を運営。
  - 2022年にはBattle of the year JAPANの審査・ファイナル会場沖縄でU-NEXTの解説も行う。
- プリンス(PRINCE)
  - 奈良、吹田、大阪市内の3箇所にダンススタジオ「Bran.co lab」を設立。
  - スタジオ経営以外にも映像制作などを手掛ける。
- 魚住(UOZUMI、U-KI)
- ヨッピー(YOPPY)
- セイイチ(SEICHI)
- セイタロウ(SEITARO)
- キタ(KITA)
  - ダンスから離れた後にDJ活動を開始。
  - 現在では抹茶ブランド「SHUHARI KYOTO」を立上げカフェと抹茶の販売する会社を経営。
- ケンジ(KENJI)
- クイック(QUICK)
  - 2010年にアートグループ「MuDA」を設立。独自の表現で世界各国で公演を行っている。
- キャッチャー(CATCHER)
- キュー(QUE)
- イマニシ(IMANISHI)
- ヨシオカ(YOSHIOKA)
- ミノル(MINORU、CORE)
  - 2021年より参加。現在は石川県能登半島在住、「株式会社SCARAMANGA」を経営。
  - 能登の文化を発信するメディア「NOTONO WILD」へも参加。
- クラシキ(KURASHIKI、KRUSH)
- ヨシタカ(YOSHITAKA、KJ)
  - 独立してWeb制作会社「NEWの屋」を設立。
- タッチン(TATCHYN)
  - 京都で舞台「gear」に出演しながら自身のスタジオ「Play Studio Sai」を設立。
- トーゴ(TOGO)
- ノブナガ(NOBUNAGA)
  - 怪我によりダンスの一線から退いてからDJとして活動。
  - Battle of the year・RED BULL BCONEなどでDJとして出演。
- レモンスカッシュ（Lemon squash）

## 主な受賞歴及び活動歴
- 2001 Battle of the Year JAPAN BEST4
- 2002
  - Free style session BEST4
  - Battle of the Year JAPAN 優勝
  - Free style session JAPAN BEST4
  - Battle of ひらパー 優勝
- 2003 Battle of the Year JAPAN 2nd place
- 2004
  - be,B-boy Crew battle 優勝
  - Free style session BEST16
- 2005
- Battle of the Year JAPAN 優勝
- Battle of the Year FINAL 2nd place、BEST SHOW
- 2019
- ICHIGEKI 20th ANNIVERSARY 結戦 KESSEN vol.5 主催
- 2022
- Battle of the Year JAPAN 2022 オーブニングショーケース出演
- 2024
- ICHIGEKI 20th ANNIVERSARY 結戦 KESSEN vol.6 主催

## ICHIGEKIの代表的な動画
- 2002 Battle of the Year world final
- 2004 一撃 Official DVD
- 2005 Battle of the Year
- 2007 映画 Planet b-boy 出演
- 2022 Battle of the Year JAPAN Openning Show caset